# Sith
Los Sith son los principales antagonistas en el universo ficticio de la franquicia de Star Wars. Son la antítesis y los antiguos enemigos de los Jedi. La Orden Sith es representada como un antiguo culto de guerreros que extraen fuerza del lado oscuro de la Fuerza y la usan para tomar el poder por cualquier medio necesario, incluido el terrorismo y el asesinato en masa; sus objetivos finales son destruir a los Jedi y gobernar la galaxia. Las diversas facciones antagónicas de la franquicia, a saber, la Confederación de Sistemas Independientes, el Primer Imperio Galáctico, el Remanente Imperial y la Primera Orden, todas se originaron con los Sith. Los Sith, conocidos individualmente como Señores Oscuros de los Sith, son, por naturaleza, despiadados. En cualquier momento, un solo individuo asume la autoridad absoluta entre los de su especie y se le otorga el título honorífico de "Señor Oscuro de los Sith". La cultura Sith se basa en la traición y la perfidia perpetuas. El destino de los Señores Sith es, por lo general, ser asesinados y reemplazados por sus propios aprendices. Los Sith enseñan a sus aprendices a reverenciar el lado oscuro de la Fuerza, a dar rienda suelta a las emociones agresivas como la rabia y el odio, y a creer que los demás son prescindibles en la búsqueda del poder, lo que hace inevitable la desaparición de los Señores.
Al igual que los Jedi, los Sith utilizan el sable de luz como su arma tradicional, un dispositivo que genera un plasma similar a una hoja alimentado por un cristal kyber de color rojo. A diferencia de los Jedi, que utilizan principalmente sables de luz azules y verdes, el color habitual de un sable de luz Sith es el rojo, nacido de una corrupción antinatural del cristal kyber a través de la maldad del lado oscuro, lo que hace que "sangre". Esto incluso afecta el sonido del encendido, con un silbido más áspero.
Los Sith casi se extinguieron en la Batalla de Ruusan, mil años antes de la Guerra Civil Galáctica, pero continuaron existiendo precariamente como dos Señores Oscuros a la vez: un maestro y un aprendiz.

## Etimología
La palabra Sith se utilizó por primera vez en el borrador de 1974 de Star Wars con el primer uso publicado de 1976 en la novelización de Star Wars como título para el villano clave Darth Vader, el "Señor Oscuro de los Sith". Los personajes Sith también habían sido retratados como tales en algunos trabajos de Star Wars Legends antes del lanzamiento de La amenaza fantasma (la primera película para identificar a los personajes como Sith en la pantalla) y en imágenes eliminadas de la película original.
En su serie de novelas The Thrawn Trilogy (1991–1993), el autor Timothy Zahn etiquetó a Darth Vader y Emperador
 Palpatine como "Dark Jedi", como el significado del término "Sith" aún no había sido definido. Los medios subsiguientes de "Star Wars" Legends usan el término "Dark Jedi" para varios personajes en sintonía con el lado oscuro de la Fuerza; algunos de estos personajes (incluidos Vader y Palpatine) se identificarían más tarde como Sith, aunque el término también se aplicaría a personajes no Sith con objetivos y prácticas similares.

### Influencias
George Lucas reconoció que los Jedi, Sith y otros conceptos de Fuerza han sido inspirados por muchas fuentes. Estos incluyen: caballería, paladínismo, samurái bushido, Monasterio Shaolin, Feudalismo, Hinduismo, Qigong, Filosofía griega y mitología griega, Historia romana y mitología romana, Sufismo, Confucianismo, Shintō, Budismo y Taoísmo, y numerosos precursores cinematográficos. Las obras del filósofo Friedrich Nietzsche y el mitólogo Joseph Campbell, especialmente su libro El héroe de las mil caras (1949), influyeron directamente en Lucas, y fue lo que le llevó a crear el 'mito moderno' de Star Wars. En particular, la relación narrativa contrastante entre el lado oscuro Sith y el uso del lado luminoso de Jedi refleja varios tropos literarios modernos y clásicos.
Lo más destacado es que el conflicto entre los Sith y los Jedi emplea el tropo clásico del dualismo moral en blanco y negro: un contraste elemental entre el mal (la "oscuridad") y el bien (la "luz" ) postulado y elaborado por primera vez en el zoroastrismo, del cual el mito central de Star Wars está muy influenciado. La lucha en curso de los Jedi humanistas afiliados al "lado claro" para derrotar permanentemente a los egoístas Sith afiliados al "lado oscuro" se enmarca no solo como una competencia de valores, sino como un conflicto metafísico profundo: El lado oscuro del La fuerza es vista por los Jedi, y generalmente representada dentro de los medios de Star Wars, no solo como un recurso peligroso sino como una forma de corrupción existencial que debe ser purgada para que el universo, o una persona, logre el equilibrio espiritual. Los Jedi a menudo se representan como imperfectos individuos, pero su causa de heroísmo desinteresado está en última instancia en el lado correcto de una lucha cósmica inexorable contra el mal, encarnado en los Sith hambrientos de poder y el lado oscuro de la Fuerza.
La relación dualista entre los conceptos de "pureza" de los Sith y los Jedi refleja el concepto filosófico y literario de "Apolíneo y Dionisíaco": los Jedi son retratados como abrazando pureza, razón , templanza, altruismo y otras virtudes humanísticas; los Sith, por el contrario, abrazan la curiosidad, la emoción, el conflicto, el poder, los instintos, el interés propio sin restricciones y otros vicios hedonistas. Sin embargo, mientras que el concepto griego clásico no veía necesariamente los principios apolíneos y dionisianos como opuestos, "La Guerra de las Galaxias" enmarca a los Jedi y los Sith como oponentes en una terrible lucha moral, con los Sith representados como villanos corruptos aparentemente destinados a derrotar o derrotar a los Sith. autodestrucción al final. Aunque es un camino hacia el poder temporal, el camino Sith conduce inevitablemente a la ruina.
Dentro de la narrativa de "La guerra de las galaxias", los Jedi y los Sith, naturalmente, tienen diferentes autocomprensiones. En la retórica Sith, la relación entre las filosofías de los Jedi y los Sith refleja de cerca el concepto de Nietzsche de moralidad amo-esclavo. Los Sith valoran las virtudes del "maestro", como el orgullo y el poder, mientras que los Jedi valoran las virtudes altruistas del "esclavo" como la amabilidad y la empatía. El objetivo de los Sith es la grandeza tangible: la capacidad de moldear y destruir el mundo de acuerdo con la voluntad de uno solo. El objetivo del Jedi es la bondad moral: la libertad de la agitación y el sufrimiento internos y externos. Sin embargo, los Sith consideran que las aspiraciones de los Jedi son inútiles o patéticas. Para los Sith, un mayor poder es el único objetivo auténtico.

## Desarrollo
Originalmente, George Lucas concibió a los Sith como un ejército de soldados fanáticos que servían al Emperador de la misma manera que los Schutzstaffel habían servido a Adolf Hitler. Al desarrollar la historia de El Imperio contraataca, Lucas condensó todo esto en un solo personaje: Darth Vader.

### Ideología
La filosofía Sith valora el conflicto como un catalizador para el crecimiento y como una herramienta para purgar a los débiles, desleales e indisciplinados. Los Sith enfatizan las máximas "porque nos da la gana" y "la ley del más fuerte" y ven el autocontrol como una debilidad. Los miembros se adhieren a la moralidad de los maestros, se caracterizan por el deseo de tomar el poder por cualquier medio necesario, aprovechando la fuerza (tanto física como sobrenatural), las maniobras sociales y la astucia política para su beneficio.
En los medios de comunicación de Star Wars y en la cultura popular, los Sith son infames como los antagonistas dualistas de los Jedi, una afiliación de guerreros altruistas que se esfuerzan por usar su propio entrenamiento marcial y su conexión con el "lado luminoso" de la Fuerza para promover la paz y el bienestar común en toda la galaxia. Para contrarrestar la influencia benévola de los Jedi, los Sith instigan conflictos tanto a gran como a pequeña escala como parte de su plan más amplio para desestabilizar la República y, finalmente, tomar el control de la galaxia.

### El Código de los Sith
Los Sith están dedicados al "Código de los Sith" y a dominar el lado oscuro de la Fuerza. El Código de los Sith identifica el conflicto como la dinámica fundamental de la realidad y sostiene que la búsqueda de una paz duradera, interna o externa, es quijotesca y equivocada. En cambio, los Sith aceptan la lucha y la pasión oscura como fuerzas saludables y emancipadoras, ya que creen que la lucha violenta purga a los decadentes y débiles, y que las emociones como la agresión y el odio proporcionan la fuerza y la determinación para asegurar la libertad a través de la victoria.

El Código:

La paz es una mentira. Solo hay pasión.
A través de la pasión obtengo fuerza.
A través de la fuerza obtengo poder.
A través del poder obtengo la victoria.
A través de la victoria se rompen mis cadenas.
La Fuerza me liberará.
El Código de los Sith

Aunque los Sith buscan el dominio, la filosofía Sith enfatiza que el poder pertenece solo a aquellos con la fuerza, la astucia y la crueldad para mantenerlo, y por lo tanto, la "traición" entre los Sith no es un vicio sino una norma aprobada. En consecuencia, los Sith rechazan el altruismo, la abnegación y la bondad, ya que consideran que tales actitudes se basan en delirios que encadenan las percepciones y el poder de uno. En relación con su filosofía, los Sith recurren al lado oscuro de la Fuerza a través de emociones negativas severas, una técnica opuesta a la de sus archienemigos, los Jedi, que dependen del "lado luminoso" de la Fuerza, es decir, la Fuerza experimentada a través de estados disciplinados de apatía. Cabe destacar que tanto los Jedi como los Sith rechazan el amor romántico y familiar, así como otras emociones positivas; los Jedi temen que ese amor los lleve al apego y, por lo tanto, al egoísmo, mientras que los Sith temen que comprometa su crueldad y conexión con el lado oscuro de la Fuerza.
Aunque los Sith están íntimamente vinculados al lado oscuro, no todos los usuarios del lado oscuro son Sith, ni todos los usuarios del lado luminoso son Jedi.

Sí, la fuerza de un Jedi fluye de la Fuerza. Pero ten cuidado con el lado oscuro. La ira, el miedo, la agresión; el lado oscuro de la Fuerza son ellos. Fluyen fácilmente, rápidos para unirse a ti en una pelea. Si una vez emprendes el camino oscuro, dominará para siempre tu destino, te consumirá, como lo hizo con el aprendiz de Obi-Wan.
El Imperio Contraataca; Yoda

El lado oscuro de la Fuerza está estigmatizado como seductor, corrupto y adictivo por los Jedi, quienes lo consideran malvado. Mientras que los Sith consideran que el lado oscuro de la Fuerza es su manifestación más poderosa, y consideran a los Jedi abstemios como cegados por una falsa virtud. Como se muestra en todos los medios relacionados con Star Wars, el lado oscuro proporciona a los usuarios poderes similares a los de los Jedi que usan el lado luminoso, pero como aprovecha la pasión y la violencia, su uso se ve potenciado por emociones crudas y agresivas negativas y sentimientos instintivos como la ira, la avaricia, el odio y la rabia. Al decidir aprender los caminos del lado oscuro de la Fuerza, los Sith también pueden adquirir poderes y habilidades que algunos en el universo de Star Wars consideran antinaturales. Un ejemplo notable es el "rayo de la Fuerza", electricidad proyectada desde las yemas de los dedos como medio de ataque y tortura, más famosamente utilizada por Darth Sidious para torturar a Luke Skywalker en Star Wars: Episode VI - Return of the Jedi. Mientras tanto, en Star Wars: Episodio III - La venganza de los Sith, Palpatine afirma que el lado oscuro le dio al señor Sith Darth Plagueis poder sobre la muerte misma. Al ser desinhibidos en su uso de la Fuerza, los Sith también podían reutilizar habilidades compartidas con los Jedi, como la telequinesis, con un efecto nuevo y aterrador: Darth Vader era famoso por su uso del estrangulamiento telequinético, o "estrangulamiento de la Fuerza", como medio de ejecución o intimidación. Incluso llegó a asesinar a individuos con su poder, incluidos al menos dos oficiales imperiales y su propia esposa, Padmé Amidala (aunque no está claro si la muerte de Padmé fue causada directamente por el estrangulamiento).

El miedo es el camino hacia el lado oscuro. El miedo conduce a la ira, la ira conduce al odio, el odio conduce al sufrimiento.
La amenaza fantasma; Yoda

El uso prolongado del lado oscuro reconfigura la naturaleza misma del usuario, lo que resulta en una pérdida de humanidad, moralidad y la capacidad de amar, dejando a cada Sith, en diversos grados, amoral, cruel y violento. Considerando este cambio oscuro en la personalidad como una transformación en una persona completamente diferente, algunos que se pasan al lado oscuro adoptan un nombre diferente, ya que consideran que su antigua personalidad está muerta y destruida. Los Lores Sith, en particular, adoptan un nuevo nombre al ser iniciados en la Orden, prefijándolo con el título Darth (por ejemplo, "Darth Vader"). Una saturación severa en el lado oscuro puede incluso conducir a la degradación física. Es común que los Sith que se han sumergido en el lado oscuro tengan ojos amarillos y piel pálida, como lo demuestra Darth Sidious en Return of the Jedi y el recién corrompido Vader en La venganza de los Sith. Aunque los Sith están profundamente afectados por los métodos maquiavélicos y las artes oscuras que practican, no se los retrata como necesariamente irredimibles: algunos Sith, el más famoso de ellos, Darth Vader en los momentos finales de su vida, han renunciado a la Orden y al lado oscuro de la Fuerza.

La oscuridad es generosa... Es paciente y siempre gana, pero en el corazón de su fuerza se encuentra su debilidad: una vela solitaria es suficiente para detenerla.
La venganza de los Sith

Las artes marciales son una parte central de la tradición Sith, y los Sith que aparecen en la serie de películas de Star Wars han sido todos guerreros altamente entrenados que aumentan aún más sus habilidades con la Fuerza. Al igual que los Jedi, el armamento característico de los Sith es un arma letal de combate cuerpo a cuerpo de energía concentrada conocida como sable de luz, que (generalmente) solo pueden usar de manera efectiva aquellos entrenados en los caminos de la Fuerza, aunque el General Grievous, un usuario no de la Fuerza, puede asesinar a numerosos Jedi y apoderarse de sus sables de luz como trofeos. Los Sith usan sables de luz en combinación con poderes derivados de la Fuerza, como la telequinesis, la destreza mejorada y la precognición, para lograr una destreza de combate sobrehumana. Un Sith bien entrenado se describe como al menos un rival para un Caballero Jedi bien entrenado, y cualquiera de los dos puede derrotar fácilmente a múltiples atacantes ordinarios. En materia de vestimenta, los Sith pueden adoptar cualquier atuendo que sea coherente con sus planes o apariencia; comúnmente prefieren túnicas y armaduras negras.

## Resumen

### Cronología
- Antes de las películas: en un momento desconocido, numerosos Jedi se desilusionan con la Orden y se exilian, formando la Orden Sith. Miles de años después, tiene lugar una guerra que dura siglos entre los Jedi y los Sith, que culmina con la aparente muerte de todos los Sith. El único superviviente, Darth Bane, toma un aprendiz y crea la Regla de Dos, dando comienzo a la era de los Sith modernos, que viven en secreto. Casi 1000 años después de la muerte de Bane, Darth Plagueis entrena a Palpatine, Darth Sidious, quien finalmente mata a su maestro y toma a Darth Maul como su primer aprendiz.
- Star Wars: Episodio I - La amenaza fantasma: Sidious y Maul son los únicos Sith conocidos de la galaxia. Este último mata al Maestro Jedi Qui-Gon Jinn, pero es derrotado por su padawan Obi-Wan Kenobi y se presume que está muerto.
- Star Wars: Episodio II - El ataque de los clones - Sidious ha reemplazado a Maul con Darth Tyranus, quien anteriormente había sido un Maestro Jedi y alguna vez fue el mentor del difunto maestro de Obi-Wan, Qui-Gon Jinn.
- Star Wars: The Clone Wars película y serie de televisión - Sidious y Tyranus son la pareja principal de Sith en la galaxia. Tyranus toma a Asajj Ventress como aprendiz informal y luego la reemplaza con Savage Opress. Después de traicionar a Tyranus, Opress encuentra a su hermano perdido, Maul, quien resurge como un Maestro Sith para rivalizar con Sidious y toma a Opress como aprendiz. Sidious luego mata a Opress, y Tyranus mata a Ventress, quien termina muriendo y siendo enterrada en Dathomir, pero regresa más tarde en Star Wars: The Bad Batch debido a la magia de las hermanas de la noche.
- Star Wars: Episodio III - La venganza de los Sith - Tyranus es asesinado por el Caballero Jedi Anakin Skywalker, quien luego se vuelve al lado oscuro y se convierte en el tercer aprendiz de Sidious, Darth Vader. Los Sith efectivamente toman el control de la galaxia al exterminar casi por completo a la Orden Jedi y convertir la República en el Imperio Galáctico, que Sidious gobierna como Emperador.
- Star Wars Rebels - Sidious y Vader son la pareja principal de Sith en la galaxia. Vader entrena a los Inquisidores, la mayoría de los cuales son ex Jedi, para cazar a los miembros supervivientes de la Orden que se esconden del Imperio. Maul vive en el exilio y ya no se ve a sí mismo como un Sith; más tarde intenta tomar a Ezra Bridger como aprendiz, pero falla y finalmente muere en un duelo contra Obi-Wan.
- Star Wars: Episodio IV - Una nueva esperanza, Star Wars: Episodio V - El Imperio contraataca y Star Wars: Episode VI - Return of the Jedi - Sidious y Vader son los únicos Sith en la galaxia. Vader finalmente mata a Sidious para salvar a su hijo, Luke Skywalker, redimiéndose y volviendo al lado luminoso a costa de su propia vida. Las muertes de Sidious y Vader significan el fin de los Sith durante las siguientes tres décadas y el comienzo de la caída del Imperio Galáctico, que finalmente colapsa un año después.
- Star Wars: Episodio VII - El despertar de la Fuerza - El Snoke y su aprendiz, Kylo Ren, el nieto de Vader, llenan el vacío de poder dejado por la ausencia de los Sith en la galaxia. Snoke se desempeña como Líder Supremo de la Primera Orden, que surgió de los restos del Imperio Galáctico, mientras que Kylo lidera a los Caballeros de Ren, un grupo de portadores de la Fuerza que toman su fuerza del lado oscuro. Ninguno de ellos es Sith oficial.
- Star Wars: Episodio VIII - Los últimos Jedi - Snoke es asesinado por Kylo Ren, quien lo reemplaza como Líder Supremo.
- Star Wars: Episodio IX - El ascenso de Skywalker - Se revela que Sidious ha resucitado y ha manipulado las acciones de Kylo Ren. Lidera a los Sith Eternos en Exegol e intenta reconquistar la galaxia para los Sith, pero es asesinado en última instancia y de forma permanente por su nieta Rey, la última Jedi viva, pero ella muere como resultado. Kylo es redimido como Vader antes que él al reclamar su identidad como Ben Solo y mata a los Caballeros de Ren antes de que ocurriera la muerte permanente de Sidious. Ben luego dio su propia vida para revivir a Rey. Sin su liderazgo, la Primera Orden finalmente colapsa, marcando el final permanente de los Sith.

### Miembros

#### Darth Sidious
Darth Sidious (Sheev Palpatine) fue un Señor Oscuro de los Sith que apareció en cada trilogía de la Saga Skywalker. Originalmente el hijo mayor de una familia aristocrática del planeta Naboo, ascendió al poder dentro del sistema de gobierno de la República Galáctica comenzando como Senador de su mundo natal, luego a Canciller Supremo de la República y finalmente a autoproclamado Emperador del Imperio Galáctico. Esto lo hizo cultivando una imagen pública como un político humilde y competente mientras dominaba en secreto las artes oscuras Sith estudiando con Plagueis y planeando la destrucción de la Orden Jedi y la República. Finalmente, al manipular a grupos políticos descontentos y usar agentes dobles para sembrar la discordia, Palpatine fomentó una guerra civil que le brindó la oportunidad de tomar el poder absoluto. Tenía tres aprendices Sith conocidos: Darth Maul, Darth Tyranus y Darth Vader. Finalmente fue traicionado y asesinado por su último, Vader, al final de Return of the Jedi. Regresó más de 30 años después en El ascenso de Skywalker, habiendo logrado engañar a la muerte a través del poderoso dominio del lado oscuro de la Fuerza. Intentó recuperar el control de la galaxia a través de la flota de Destructores Estelares clase Xyston del Sith Eterno, la Orden Final, pero finalmente fue asesinado por su nieta, Rey, quien desvió sus rayos de la Fuerza hacia él usando los dos sables de luz de la Familia Skywalker. La muerte final de Darth Sidious marcó lo que parece ser el final definitivo de los Sith.
En la continuidad de Legends, Darth Sidious regresaría usando clones y antiguos poderes Sith, regresando en varios cuerpos de clones a lo largo de varias novelas y cómics. Durante este tiempo, convertiría brevemente a Luke Skywalker al lado oscuro de la Fuerza a través de puro poder tanto como por astucia, aunque Luke sería redimido más tarde por su hermana Leia y restaurado al lado luminoso de la Fuerza y derrotaría a Palpatine de una vez por todas. Poco antes de su primera muerte, Palpatine había enviado una orden psíquica a través de la Fuerza a Mara Jade, sembrando en ella la necesidad de matar a Luke. Finalmente, ella cumplió esta orden matando a un clon de Luke llamado Luuke Skywalker, a quien Palpatine había creado en un intento de usarlo contra el original, aunque este complot finalmente fracasaría debido al ataque fatal de Mara al clon.

#### Darth Maul
Darth Maul fue un Lord Sith Zabrak dathomiriano que sirvió como el primer aprendiz de Darth Sidious. Apareció por primera vez en Star Wars: Episodio I - La amenaza fantasma, donde su maestro le ordenó capturar a la Reina Amidala de Naboo para que firmara un tratado que legalizaría la invasión del planeta por parte de la Federación de Comercio. Durante un duelo con el Maestro Jedi Qui-Gon Jinn y su aprendiz Padawan Obi-Wan Kenobi, quienes fueron asignados para proteger a Amidala, Maul mató al primero, pero Obi-Wan lo cortó por la mitad y cayó por un pozo. Aunque se le dio por muerto, sobrevivió a sus heridas y acabó en el planeta basura Lotho Minor, donde se convertiría en un cíborg y se volvería loco. Finalmente fue rescatado por su hermano Savage Opress doce años después, durante las Guerras Clon. Después de que las Hermanas de la Noche, lideradas por la madre de Maul, Talzin, le proporcionaran un par de piernas robóticas nuevas, buscó venganza contra Obi-Wan. Esto culminó con Maul aliándose con varios sindicatos del crimen, tomando el control del planeta Mandalore y matando a la duquesa Satine Kryze, a quien Obi-Wan amaba. Aunque luego fue capturado por su antiguo maestro, Sidious, quien llegó a verlo como un rival, logró escapar y reconstruir su imperio criminal. Tras su derrocamiento y captura por la República Galáctica, Maul escapó una vez más y se escondió sin ser ya un Lord Sith. Durante el reinado del Imperio Galáctico, Maul resurgió como un señor del crimen y dirigió su sindicato, el Alba Carmesí, desde las sombras, pero finalmente quedó varado en el mundo Sith de Malachor. Escapó años después, después de conocer a Ezra Bridger, a quien luego obligó a ayudar a localizar a Obi-Wan. Al encontrarlo escondido en Tatooine, Maul luchó contra su antiguo némesis una última vez y fue herido de muerte. Antes de morir, Maul se consoló con el hecho de que Obi-Wan estaba cuidando a quien creía que era el "Elegido", que un día los vengaría destruyendo a los Sith.

#### Darth Tyranus
Darth Tyranus (conde Dooku) fue un Señor Oscuro humano de los Sith y el segundo aprendiz de Darth Sidious, que apareció por primera vez en Star Wars: Episodio II - El ataque de los clones. Nacido en la familia real del planeta Serenno, Dooku fue rechazado por su familia cuando era un bebé al descubrir su conexión con la Fuerza, a la que su padre en particular temía y, como tal, lo abandonó después de contactar con la Orden Jedi para que viniera y lo llevara a Coruscant. Durante su entrenamiento con Yoda, Dooku demostró ser fuerte con la Fuerza y un hábil duelista, considerado por muchos como uno de los mejores de la Orden. Al convertirse en Maestro Jedi, dejó la Orden y regresó a Serenno para reclamar su título y herencia como noble. Más tarde cayó al lado oscuro y se convirtió en un Lord Sith y la marioneta de Darth Sidious. Dooku ayudó a Sidious con sus planes de conquista galáctica, reclutando al cazarrecompensas Jango Fett como modelo del ejército de clones que sería utilizado por la República Galáctica, y formando la Confederación de Sistemas Independientes de varios planetas y sistemas que querían independizarse de la República, lo que resultó en las Guerras Clon. Dooku sirvió como la figura principal de la Alianza Separatista durante las Guerras Clon, hasta que conoció su desaparición a manos de Anakin Skywalker en Star Wars: Episodio III - La venganza de los Sith. En sus momentos finales, Dooku se dio cuenta de que Sidious simplemente lo había utilizado para ayudar a sus planes, y había planeado matarlo y reemplazarlo por alguien más poderoso desde el principio.

#### Darth Vader
Darth Vader (Anakin Skywalker) fue un cíborg humano-Señor Oscuro de los Sith y el tercer y último aprendiz de Darth Sidious, que apareció por primera vez en la primera trilogía de Star Wars, y más tarde en la segunda trilogía de Star Wars. Como el héroe Jedi Anakin Skywalker, luchó junto a su maestro Obi-Wan Kenobi durante la Guerra de los Clones en toda la galaxia, pero fue seducido lentamente por el lado oscuro por Darth Sidious, entonces Sheev Palpatine, un senador muy respetado. Después de ayudar a Sidious a matar al Maestro Jedi Mace Windu, juró lealtad a los Sith y recibió el nombre de Darth Vader antes de partir para destruir a todos los Jedi que quedaban en Coruscant. Después de ser enviado por Sidious para asesinar a los miembros del consejo separatista en Mustafar, Vader resultó gravemente herido en un duelo con Kenobi, lo que resultó en la pérdida de su brazo orgánico restante, ambas piernas y graves quemaduras. Fue salvado por Sidious y encerrado en una armadura negra con extensa cibernética que lo mantuvo con vida. A medida que el Imperio Galáctico se estableció y continuó creciendo, Vader se convirtió en el inmensamente temido segundo al mando del Emperador y se le dio la tarea de encontrar a los Jedi sobrevivientes y la base de la Alianza Rebelde. Después de la destrucción de la primera Estrella de la Muerte, Vader fue encargado de rastrear a la Alianza Rebelde y destruir su sede. Sin embargo, las acciones de su hijo, Luke Skywalker, eventualmente pusieron a Vader en contra de su maestro, lo que resultó en la muerte de Sidious y Vader, así como en el cumplimiento de la profecía del Elegido.

#### Darth Plagueis
Darth Plagueis era un Señor Oscuro Muun de los Sith y el maestro de Darth Sidious, mencionado por primera vez en Star Wars: Episodio III - La venganza de los Sith. En la película, Sidious (como Palpatine) usa la historia de Plagueis para seducir a Anakin Skywalker al lado oscuro, afirmando que las habilidades de Plagueis en la Fuerza crecieron hasta tal punto que podía crear vida al influenciar a entidades microscópicas sensibles a la Fuerza llamadas "midiclorianos", e incluso salvar a personas de morir. Según la Regla de Dos, Plagueis fue finalmente asesinado por Sidious mientras dormía, quien posteriormente se convirtió en el nuevo Maestro Sith y más tarde tomaría un aprendiz propio.
Plagueis es el personaje principal de la novela de Legends, Star Wars: Darth Plagueis, que explica gran parte de su historia, incluido su entrenamiento con Darth Tenebrous, la mentoría de Palpatine y los primeros planes para socavar la República Galáctica y llevar a la Orden Jedi a la ruina. La novela también revela que la identidad pública de Plagueis era Hego Damsk II, un miembro del Clan Bancario Intergaláctico.

#### Darth Bane
Darth Bane (Dessel) fue un Señor Oscuro humano de los Sith y el único sobreviviente de la Orden Sith tras la antigua guerra entre los Jedi y los Sith. Es más conocido por establecer la Regla de Dos, que se consideró el comienzo de los Sith modernos dentro del canon de Star Wars. Esta ley establecía que solo debe haber dos Señores Sith a la vez: un maestro que encarne el poder y un aprendiz que lo anhele y finalmente derroque a su maestro y adopte a un aprendiz propio. Es el personaje principal de la trilogía Darth Bane de Drew Karpyshyn, que forma parte de la continuidad de Legends.
En el canon de Star Wars, la historia de fondo de Darth Bane como el único sobreviviente Sith de la guerra Jedi-Sith y el creador de la Regla de Dos no ha cambiado mucho, aunque no se sabe mucho más sobre él. Su única aparición canónica fue en el episodio "Sacrifice" de Star Wars: The Clone Wars, donde su espíritu fue encontrado por Yoda en el mundo natal de los Sith de Moraband. La novelización de The Rise of Skywalker y Darth Sidious en su libro, titulado The Secrets of the Sith, revelan que la Regla de Dos era una pálida imitación, un sucesor indigno pero necesario de la Doctrina de la Díada, que era un concepto centrado en dos seres sensibles a la Fuerza que tenían un vínculo de Fuerza irrompible, que los convertía en uno en la Fuerza, conocidos colectivamente como una díada de la Fuerza.

#### Darth Momin
Darth Momin era un humanoide Señor Oscuro de los Sith que apareció en el cómic Darth Vader: Dark Lord of the Sith y brevemente en Lando. Alguna vez fue escultor, fue encarcelado a una edad temprana por sus creaciones, que asustaban a la mayoría de las personas que las veían. Momin finalmente fue rescatado por una Dama Sith llamada Shaa, quien lo entrenó en el lado oscuro de la Fuerza hasta que se volvió más poderoso que ella y la mató. Momin luego construyó una superarma llamada Fermata Cage para destruir una ciudad y pereció cuando los Jedi intervinieron para detenerlo, perdiendo el control sobre la energía que manejaba y causando que su cuerpo físico fuera destruido, dejando atrás solo su máscara con su espíritu dentro. Muchos años después, la máscara fue recuperada de la bóveda del Archivo Jedi por Darth Sidious, quien se la dio a Darth Vader como regalo para su viaje a Mustafar, que Vader buscó convertir en su fortaleza personal. Después de que el espíritu de Momin matara a algunos de sus compañeros, Vader examinó la máscara y se enteró del pasado de Momin, antes de dejarle poseer el cuerpo de un mustafariano y construir una fortaleza para él. Poco después de que Momin terminara de construir la fortaleza, Vader se distrajo con una invasión de mustafarianos, que Momin aprovechó para abrir la puerta al lado oscuro y resucitar. Sin embargo, después de desafiar a Vader a un duelo, Momin murió rápidamente al ser aplastado con una roca gigante. A pesar de la muerte de Momin, su esencia oscura permaneció en la máscara durante varios años más. En un momento dado, la máscara de Momin estaba a bordo del yate imperial Imperialis, cuando un grupo de ladrones liderados por Lando Calrissian intentó robar la nave. Después de que el espíritu de Momin poseyera los cuerpos de dos ladrones, los demás se vieron obligados a abandonarlos y volar la nave, aparentemente destruyendo la máscara de Momin y su espíritu con ella. Luke Skywalker más tarde aprendió sobre Momin y su historia durante sus viajes por la galaxia, y describió el papel del Lord Sith en la construcción de la fortaleza de Vader en su libro, titulado The Secrets of the Jedi.

#### Otros Señores Sith canónicos
- Exim Panshard – Un Señor Sith que tenía el título de Virrey en un planeta olvidado hace mucho tiempo apareció vocalmente en la novela de 2022 La sombra de los Sith. Exim llevaba una máscara hecha de un metal meteórico que era fuerte en la oscuridad de la Fuerza. La máscara contenía los gritos de cien individuos inocentes masacrados para el placer del virrey y para darle poder, lo que le permitió a su propio espíritu aferrarse a la vida a través de la máscara. Yupe Tashu había obtenido más tarde la máscara. Después de conferenciar con los espíritus de los Sith caídos, le regaló la máscara al miembro pantorano de los Acólitos del Más Allá llamado Kiza. Cuando su novio Remi exigió la máscara para él, Yupe lo reprendió por enfadar a los espectros caídos. También confiscó el sable de luz de Remi y se lo dio a Kiza. Bajo la influencia de la máscara de Exum, Kiza participó en un ataque a un puesto de avanzada de la Nueva República en Devaron y mató a Remi cuando intentó recuperar su sable de luz. El espíritu de Exim convirtió a Kiza en su peón con la promesa de que obtendría poder si lo llevaba al planeta Sith Exegol, donde esperaba renacer para provocar una nueva era de gobierno Sith. Sin embargo, los planes de Exim se arruinaron después de que el Maestro Jedi Luke Skywalker sintiera su creciente oscuridad. La búsqueda de Exegol terminó en derrota para Exim; después de que Kiza fuera asesinada y él tomara el control total de su cuerpo, Luke destruyó su máscara antes de que pudiera reclamarlo como su recipiente, poniendo fin a la amenaza de Exim de una vez por todas.[18]
- Darth Atrius – Antiguo Señor Oscuro de los Sith que vivió antes de Darth Bane y los Sith modernos. Poseía dos sables de luz de guarda cruzada, que fueron encontrados y regalados por la contrabandista Sana Starros después de la Batalla de Yavin. La ira que poseía Atrius al manejar ambos sables de luz de guarda cruzada al mismo tiempo se trasladó a las propias armas y puede transferirse a sus nuevos dueños. Estos sables de luz fueron finalmente destruidos por Darth Vader y Luke Skywalker, borrando así posiblemente todo conocimiento sobre el propio Atrius.[19]
- Darth Caldoth – Señor Oscuro de los Sith mencionado en la novela de 2019 Mitos y Fábulas. Vivió en un punto desconocido en el tiempo antes de Star Wars: Episodio I - La amenaza fantasma y escribió un libro titulado El Bestiario de Darth Caldoth, que menciona varias bestias de guerra Sith. Según la leyenda, Caldoth finalmente consiguió un aprendiz Sith, el Twi'lek Ry Nymbis, y fueron considerados los dos individuos más poderosos de la galaxia en ese momento. Caldoth mató a su propio aprendiz con un ritual Sith que convirtió el cuerpo de la persona en piedra cuando sintió que Nymbis lo iba a traicionar. Con el ritual, Nymbis quedó atrapada en una pesadilla eterna.
- Darth Krall – Señor Oscuro de los Sith nacido como Radaki, que vivió en un punto desconocido en el tiempo antes de Star Wars: Episodio I – La amenaza fantasma. Fue mencionado por primera vez en el audiolibro de 2019 Dooku: Jedi Lost. Krall fue seducido por el lado oscuro después de perder su fe en la Orden Jedi, creyendo que los Jedi deberían conservar sus lazos familiares y su riqueza. Durante su vida, luchó en la Batalla de los Años Desperdiciados, donde los Sith emergieron victoriosos y domesticaron la Conjunción de Pesadilla. Su sable de luz luego se almacenaría en la Colección Bogan en el Templo Jedi en Coruscant.
- Darth Skrye – Dama Oscura de los Sith mencionada en el audiolibro Dooku: Jedi Lost. Ella vivió en un punto desconocido en el tiempo antes de Star Wars: Episodio I – La Amenaza Fantasma. Su voz fue escuchada por el conde Dooku durante su tiempo como Padawan Jedi, en una visión de la Fuerza que tuvo después de encontrarse con los Presagers of Hakotei en Asusto. En esta visión, Skrye afirmó que los Sith renacieron y activaron una superarma llamada el Caldero, que destruyó un planeta. También poseía un artefacto llamado la Mano de Skrye, que finalmente sería encontrado por los Jedi Lene Kostana y Sifo-Dyas en Rishi.
- Darth Wrend – Señor Oscuro de los Sith mencionado en la novela Master & Apprentice. Vivió en un punto desconocido en el tiempo antes de Star Wars: Episodio I - La amenaza fantasma, y fue conocido por volver a la vida después de ser asesinado por la Orden Jedi, para luchar contra ellos una vez más. La leyenda de Darth Wrend llegaría a la mente de Qui-Gon Jinn durante su etapa como Padawan, quien abrió el holocrón de la profecía, que contenía numerosas profecías, muchas de las cuales databan de hace diez mil años. Una de las profecías decía que el mal desaparecería pero volvería a aparecer una vez que los justos hubieran perdido su luz, lo que muchos creían que se refería al regreso de los Sith. En ese momento, Qui-Gon creía que la profecía hablaba sobre el regreso de Darth Wrend de entre los muertos y que ya se había cumplido; más tarde se revelaría que la profecía en realidad se refería al regreso de los Sith después de vivir en secreto durante casi un milenio.
- Darth Tanis – Antiguo Señor Oscuro de los Sith que vivió al menos 4000 años antes de Star Wars: Episodio IV - Una nueva esperanza, como los relatos Sith del año 3.966 ABY describen el armamento kyber desarrollado por él en el planeta Malachor. Darth Tanis solo se menciona en El ascenso de Skywalker: Diccionario visual, donde se revela que el culto Sith Eterno de Darth Sidious nombró a la 17.ª Legión de Soldados Sith en su honor.
- Darth Revan – Antiguo Señor Oscuro de los Sith mencionado en El ascenso de Skywalker: Diccionario visual, como el homónimo de la 3.ª Legión de Soldados Sith del culto Sith Eterno de Darth Sidious. Darth Revan es una figura más importante en la continuidad de Legends, donde es el protagonista principal del videojuego Star Wars: Knights of the Old Republic, y un personaje importante en obras relacionadas. Una vez un héroe Jedi de la Antigua República que llevó a los Jedi a la victoria en las Guerras Mandalorianas, Revan luego buscó el Imperio Sith secreto y fue capturado y torturado por el Emperador Sith, convirtiéndolo al lado oscuro. Después de liberarse del control del Emperador, Revan y su amigo y aprendiz Sith, Darth Malak, crearon su propio Imperio Sith usando la antigua Forja Estelar para librar la guerra contra la República, pero Malak finalmente traicionó a Revan y ordenó a sus soldados que dispararan contra su nave durante una batalla contra los Jedi. El herido pero aún vivo Revan fue capturado por los Jedi, quienes borraron sus recuerdos y le dieron una nueva identidad para que pudiera luchar de su lado una vez más. Al final, Revan derrotó a Malak y su Imperio Sith y fue visto como un héroe Jedi una vez más, pero luego fue capturado nuevamente por el Emperador Sith y su psíquico se dividió en una mitad más clara y una mitad más oscura. Después de ser rescatado por su descendiente Satele Shan 300 años después, la mitad más oscura de Revan buscó resucitar la forma física del Emperador para poder matarlo para siempre, pero fue derrotado por los esfuerzos combinados de los Jedi, Sith y su mitad más clara. Las dos mitades de Revan luego se fusionaron en paz y murieron por última vez.
- Darth Andeddu – Antiguo Señor Oscuro de los Sith mencionado en The Rise of Skywalker: The Visual Dictionary, como el homónimo de la Quinta Legión de Soldados Sith del culto Sith Eterno de Darth Sidious. Darth Andeddu es una figura más importante en la continuidad de Legends, donde es uno de los primeros Señores Sith conocidos que han vivido, ya que precedió a la creación del título "Darth". Después de verse obligado a huir de Korriban, Andeddu creó el mundo de Prakith, que gobernó como una deidad durante varios siglos, antes de enterrarse para evitar que sus seguidores robaran sus secretos después de su muerte. Durante su vida, creó el primer holocrón Sith para almacenar su conocimiento y descubrió la capacidad de engañar a la muerte transfiriendo la propia esencia a otro recipiente.
- Darth Tenebrous – Señor Oscuro de los Sith mencionado en The Rise of Skywalker: The Visual Dictionary, como el homónimo de la Legión 26 de Soldados Sith del culto Sith Eterno de Darth Sidious. Darth Tenebrous es una figura más importante en la continuidad de "Leyendas", donde fue el maestro de Darth Plagueis y poseía una habilidad inusual para prever el futuro, incluida su propia muerte. Mantuvo una personalidad pública como Rugess Tome, un legendario diseñador artesanal de naves espaciales, y se vio obligado a usar un aparato de respiración. Tenebrous esperaba poseer al Elegido una vez que fuera revelado y obtener la inmortalidad, pero finalmente fue traicionado y asesinado por Plagueis. Aunque Tenebrous logró engañar a la muerte al entrar en el cuerpo de su aprendiz, no pudo hacer nada cuando Plagueis fue asesinado por su propio aprendiz, Darth Sidious. Incapaz de regresar a su cuerpo original o poseer a otra persona, Tenebrous fue maldecido a permanecer como un espíritu vago por el resto de la eternidad.
- Darth Phobos – La antigua Dama Oscura de los Sith mencionada en The Rise of Skywalker: The Visual Dictionary, como la homónima de la 39.ª Legión de Soldados Sith del culto Sith Eterno de Darth Sidious. Darth Phobos también existe en la continuidad de Legends, donde era una seductora Sith Theelin con habilidades de manipulación mental. Mató a muchos de sus compañeros Sith en un intento de obtener poder y formó un culto para adorarla, pero finalmente fue asesinada por las fuerzas combinadas de los Jedi y los Sith. Su imagen se incorporó más tarde a las simulaciones de entrenamiento en el Templo Jedi en Coruscant. Esta representación virtual de Phobos fue combatida por Starkiller en Star Wars: The Force Unleashed.
- Darth Desolous – Antiguo Señor Oscuro de los Sith mencionado en The Rise of Skywalker: The Visual Dictionary, como el homónimo de la 44.ª Legión de Soldados Sith del culto Sith Eterno de Darth Sidious. Darth Desolous también existe en la continuidad de Legends, donde era un guerrero Pau'ano expulsado de la Orden Jedi debido a su naturaleza violenta. Entrenó a un ejército de compañeros Pau'anos para luchar contra ellos, pero terminó cayendo en una trampa tendida por los Jedi y pereció en la batalla. Su imagen se incorporó más tarde a las simulaciones de entrenamiento en el Templo Jedi en Coruscant. Esta representación virtual de Desolous fue combatida por Starkiller en Star Wars: The Force Unleashed.
- Qimir – Autodefinido como Sith, este antiguo padawan de Vernestra Rwoh, de la era de la Alta República, aparece en The Acolyte, interpretado por Manny Jacinto; Qimir, el maestro de Mae-ho "Mae" Aniseya, la toma como acólita y la obliga a llevar a cabo su venganza contra los Jedi que considera responsables de las muertes. Mientras se hace pasar por su propio ayudante y oculta su rostro de su mente, intenta ejecutar a Mae después de que ella elige traicionarlo, masacrando al escuadrón de Jedi que la había buscado por toda la galaxia, antes de ocuparse de la gemela inconsciente de Mae, Osha.[20][21]